# Ottavio Acquaviva d'Aragona (cardinale 1654)
Ottavio Acquaviva d'Aragona (Napoli, 23 settembre 1609 – Roma, 26 settembre 1674) è stato un cardinale italiano.

## Biografia
Nacque a Napoli da Giosia Acquaviva d'Aragona, dodicesimo duca di Atri, e Margherita Ruffo, dei prìncipi di Scilla. Fu pronipote di Giulio Acquaviva d'Aragona e di un omonimo cardinale. Fu inoltre prozio del cardinale Francesco Acquaviva d'Aragona.
Fu abate di Santa Maria di Propezzano, cameriere d'onore del pontefice, governatore di Jesi dal 1638 al 1639, di Orvieto dal 1640 al 1643, di Ancona dal 1643 al 1644 e di Viterbo dal 1652 al 1654. Fu inoltre ufficiale del Supremo Tribunale della Segnatura Apostolica.
Papa Innocenzo X lo elevò al rango di cardinale presbitero nel concistoro del 2 marzo 1654 con il titolo di San Bartolomeo all'Isola. Nel 1658 gli fu affidato il titolo di Santa Cecilia. In qualità di cardinale legato in Romagna, nel 1654 accolse a Forlì, con onori trionfali, Cristina di Svezia diretta a Roma dopo la conversione e l'abdicazione al trono.
Morì il 26 settembre 1674 all'età di 65 anni per la rottura di un'arteria causata da un prelievo di sangue.

## Conclavi
Durante il suo periodo di cardinalato Ottavio Acquaviva partecipò ai conclavi:
- conclave del 1655, che elesse papa Alessandro VII
- conclave del 1667, che elesse papa Clemente IX
- conclave del 1669-1670, che elesse papa Clemente X

## Ascendenza
|                                                    |                                     |                                                              | Genitori                                                           |  |  | Nonni |  |  | Bisnonni                                              |  |  | Trisnonni                                                   |  |
|                                                    |                                     |                                                              |                                                                    |  |  |       |  |  | 8. Gian Girolamo I Acquaviva d'Aragona, X duca d'Atri |  |  | 16. Giannantonio Donato Acquaviva d'Aragona, IX duca d'Atri |  |
|                                                    |                                     |                                                              |                                                                    |  |  |       |  |  | 8. Gian Girolamo I Acquaviva d'Aragona, X duca d'Atri |  |  | 16. Giannantonio Donato Acquaviva d'Aragona, IX duca d'Atri |  |
|                                                    |                                     | 17. Isabella Spinelli                                        |                                                                    |  |  |       |  |  | 8. Gian Girolamo I Acquaviva d'Aragona, X duca d'Atri |  |  |                                                             |  |
| 4. Alberto Acquaviva d'Aragona, XI duca di Atri    |                                     |                                                              |                                                                    |  |  |       |  |  | 8. Gian Girolamo I Acquaviva d'Aragona, X duca d'Atri |  |  |                                                             |  |
|                                                    |                                     | 9. Margherita Pio di Savoia                                  | 18. Alberto III Pio di Savoia, VIII signore di Carpi               |  |  |       |  |  |                                                       |  |  |                                                             |  |
|                                                    |                                     | 9. Margherita Pio di Savoia                                  | 18. Alberto III Pio di Savoia, VIII signore di Carpi               |  |  |       |  |  |                                                       |  |  |                                                             |  |
|                                                    |                                     | 9. Margherita Pio di Savoia                                  | 19. Cecilia Orsini                                                 |  |  |       |  |  |                                                       |  |  |                                                             |  |
| 2. Giosia II Acquaviva d'Aragona, XII duca di Atri |                                     | 9. Margherita Pio di Savoia                                  |                                                                    |  |  |       |  |  |                                                       |  |  |                                                             |  |
|                                                    |                                     | 10. Orazio I de Lannoy, IV principe di Sulmona e Ortonamare  | 20. Philippe de Lannoy, II principe di Sulmona e Ortonamare        |  |  |       |  |  |                                                       |  |  |                                                             |  |
|                                                    |                                     | 10. Orazio I de Lannoy, IV principe di Sulmona e Ortonamare  | 20. Philippe de Lannoy, II principe di Sulmona e Ortonamare        |  |  |       |  |  |                                                       |  |  |                                                             |  |
|                                                    |                                     | 10. Orazio I de Lannoy, IV principe di Sulmona e Ortonamare  | 21. Isabella Colonna                                               |  |  |       |  |  |                                                       |  |  |                                                             |  |
| 5. Beatrice di Lannoy                              |                                     | 10. Orazio I de Lannoy, IV principe di Sulmona e Ortonamare  |                                                                    |  |  |       |  |  |                                                       |  |  |                                                             |  |
|                                                    |                                     | 11. Antonia d'Avalos                                         | 22. Alfonso III d'Avalos, II marchese del Vasto                    |  |  |       |  |  |                                                       |  |  |                                                             |  |
|                                                    |                                     | 11. Antonia d'Avalos                                         | 22. Alfonso III d'Avalos, II marchese del Vasto                    |  |  |       |  |  |                                                       |  |  |                                                             |  |
|                                                    |                                     | 11. Antonia d'Avalos                                         | 23. Maria d'Aragona                                                |  |  |       |  |  |                                                       |  |  |                                                             |  |
| 1. Ottavio Acquaviva d'Aragona                     |                                     | 11. Antonia d'Avalos                                         |                                                                    |  |  |       |  |  |                                                       |  |  |                                                             |  |
|                                                    | 12. Paolo Ruffo, VI conte di Scilla | 24. Giovanni Ruffo, V conte di Scilla                        |                                                                    |  |  |       |  |  |                                                       |  |  |                                                             |  |
|                                                    | 12. Paolo Ruffo, VI conte di Scilla | 24. Giovanni Ruffo, V conte di Scilla                        |                                                                    |  |  |       |  |  |                                                       |  |  |                                                             |  |
|                                                    | 12. Paolo Ruffo, VI conte di Scilla | 25. Petrucella Cerino                                        |                                                                    |  |  |       |  |  |                                                       |  |  |                                                             |  |
| 6. Francesco Fabrizio Ruffo, I principe di Scilla  | 12. Paolo Ruffo, VI conte di Scilla |                                                              |                                                                    |  |  |       |  |  |                                                       |  |  |                                                             |  |
|                                                    |                                     | 13. Caterina Spinelli                                        | 26. Caterina Spinelli                                              |  |  |       |  |  |                                                       |  |  |                                                             |  |
|                                                    |                                     | 13. Caterina Spinelli                                        | 26. Caterina Spinelli                                              |  |  |       |  |  |                                                       |  |  |                                                             |  |
|                                                    |                                     | 13. Caterina Spinelli                                        | 27. Eufemia Siscara                                                |  |  |       |  |  |                                                       |  |  |                                                             |  |
| 3. Margherita Ruffo di Scilla                      |                                     | 13. Caterina Spinelli                                        |                                                                    |  |  |       |  |  |                                                       |  |  |                                                             |  |
|                                                    |                                     | 14. Gian Girolamo I Acquaviva d'Aragona, X duca d'Atri (= 8) | 28. Giannantonio Donato Acquaviva d'Aragona, IX duca d'Atri (= 16) |  |  |       |  |  |                                                       |  |  |                                                             |  |
|                                                    |                                     | 14. Gian Girolamo I Acquaviva d'Aragona, X duca d'Atri (= 8) | 28. Giannantonio Donato Acquaviva d'Aragona, IX duca d'Atri (= 16) |  |  |       |  |  |                                                       |  |  |                                                             |  |
|                                                    |                                     | 14. Gian Girolamo I Acquaviva d'Aragona, X duca d'Atri (= 8) | 29. Isabella Spinelli (= 17)                                       |  |  |       |  |  |                                                       |  |  |                                                             |  |
| 7. Isabella Acquaviva d'Aragona                    |                                     | 14. Gian Girolamo I Acquaviva d'Aragona, X duca d'Atri (= 8) |                                                                    |  |  |       |  |  |                                                       |  |  |                                                             |  |
|                                                    |                                     | 15. Margherita Pio di Savoia (= 9)                           | 30. Alberto III Pio di Savoia, VIII signore di Carpi (= 18)        |  |  |       |  |  |                                                       |  |  |                                                             |  |
|                                                    |                                     | 15. Margherita Pio di Savoia (= 9)                           | 30. Alberto III Pio di Savoia, VIII signore di Carpi (= 18)        |  |  |       |  |  |                                                       |  |  |                                                             |  |
|                                                    |                                     | 15. Margherita Pio di Savoia (= 9)                           | 31. Cecilia Orsini (= 19)                                          |  |  |       |  |  |                                                       |  |  |                                                             |  |
|                                                    |                                     | 15. Margherita Pio di Savoia (= 9)                           |                                                                    |  |  |       |  |  |                                                       |  |  |                                                             |  |